# Raipura
Raipura è un sottodistretto (upazila) del Bangladesh situato nel distretto di Narsingdi, divisione di Dacca. Si estende su una superficie di 312,77 km² e conta una popolazione di 413.766 abitanti (dato censimento 1991).